# Élections gouvernorales chiliennes de 2021
Les élections gouvernorales chiliennes de 2021 se déroulent les 15 et 16 mai et le 13 juin 2021 afin d'élire les gouverneurs des 16 régions du Chili. Des élections constituantes et municipales ont lieu en même temps que le premier tour.
Il s'agit des premières élections au scrutin direct des gouverneurs, qui étaient auparavant nommés par le président et portaient le titre d'intendant.
Initialement prévues pour le 25 octobre 2020, les élections sont reportées à plusieurs reprises en raison de la pandémie de Covid-19.

## Système électoral
Les gouverneurs sont élus pour un mandat de quatre ans par le biais d'une version modifiée du scrutin uninominal majoritaire à deux tours. Est élu au premier tour le candidat arrivé en tête avec plus de 40 % des suffrages exprimés — et non la majorité absolue —. Si aucun candidat n'atteint ce pourcentage, un second tour est organisé entre les deux candidats arrivés en tête. Est alors élu celui qui reçoit le plus grand nombre de suffrages.